# Ganso
Ganso, pseudonimo di Paulo Henrique Chagas de Lima (Ananindeua, 12 ottobre 1989), è un calciatore brasiliano, centrocampista del Fluminense.

## Caratteristiche tecniche
Trequartista dotato di un buon dribbling, è abile nel rompere il gioco avversario. All'occorrenza può esser schierato nel ruolo di regista (oltre che sulla fascia sinistra), essendo dotato di una buona visione di gioco.
Dispone di un ottimo controllo di palla e di un bagaglio tecnico e cognitivo superiore alla media.

## Carriera

### Club

#### Santos
Dopo aver militato nelle file di Tuna Luso e Paysandu, nel 2005 entra a far parte del settore giovanile del Santos. Di rientro da una riabilitazione semestrale seguita ad un infortunio, nel 2007 vince il Campionato Paulista Under-20. Nel 2008 prende inoltre parte alla Copa São Paulo de Futebol Júnior.
Integrato nella squadra maggiore, il 17 febbraio 2008 fa il suo esordio professionistico in occasione del match di Campionato Paulista perso contro il Rio Preto (2-1). Nella Série A 2008 matura però solamente tre presenze complessive. Il 15 febbraio 2009, nella nuova edizione di Campionato Paulista, trova il suo primo centro da professionista, siglando la terza rete del Santos nel successo sul Guarani (3-1). Le buone prestazioni in ambedue i campionati gli consentono di entrare nell'unidici titolare del Santos, a spese di Lúcio Flávio. Conclude la stagione con la conquista del titolo di miglior esordiente dell'anno nella Série A 2009.
Svolge la prima parte della stagione 2010 da protagonista, conquistando il Campionato Paulista e la Coppa del Brasile. Conclude tuttavia anticipatamente l'annata a causa di un intervento subito al ginocchio sinistro. Nel 2011, dopo aver nuovamente vinto il Campionato Paulista, trascina il Santos alla vittoria della Coppa Libertadores. Il 14 dicembre 2011 timbra la sua prima presenza ad una Coppa del mondo per club FIFA, in occasione del match vinto contro i nipponici del Kashiwa Reysol (3-1). Nella stagione 2012 conquista per la terza volta in carriera il Campionato Paulista, nonché la Recopa Sudamericana. Si distingue inoltre per la realizzazione di una doppietta nel reboante successo contro il Bolívar (8-0), valido come gara di ritorno degli ottavi di finale di Coppa Libertadores.

#### San Paolo, Siviglia e Amiens
Il 20 settembre 2012 si trasferisce a titolo definitivo al San Paolo, a fronte di un corrispettivo fisso pari a 29 milioni. Il 26 gennaio 2013 va a segno per la prima volta con il nuovo club, firmando così il successo del club di San Paolo sull'Atlético Sorocaba (2-1) valido per il Campionato Paulista.
Il 16 luglio 2016, dopo poco più di due stagioni con il San Paolo, si trasferisce al Siviglia, al prezzo di 50 milioni di euro. Il 21 aprile 2017 realizza le sue prime due reti con gli iberici, decidendo così la gara di campionato contro il Granada (2-0). Il 6 dicembre 2017 sigla la sua prima rete in UEFA Champions League, contro il Maribor (1-1).
Il 31 agosto 2018 viene ceduto all'Amiens in prestito con diritto di riscatto. Il 15 settembre successivo fa il suo debutto in Ligue 1, nella sconfitta contro il Lilla (2-3).

#### Fluminense
Il 31 gennaio 2019 il brasiliano conclude anticipatamente il prestito all'Amiens, rescinde con il Siviglia e sigla un accordo contrattuale quadriennale con il Fluminense. Il 27 settembre 2019 si rende protagonista di una lite a bordocampo con il proprio allenatore Oswaldo de Oliveira, durante la ripresa del match di campionato contro il Santos (1-1): il tecnico viene esonerato l'indomani a causa dell'accaduto.

### Nazionale
Con la selezione verdeoro Under-20 prende parte al campionato del mondo Under-20 2009, classificandosi infine al secondo posto con la propria rappresentativa.
Viene convocato per la prima volta in nazionale maggiore il 26 luglio 2010, su iniziativa di Mano Menezes. Fa quindi il suo debutto ufficiale il 10 agosto successivo, contro gli Stati Uniti (0-2). Nel giugno 2011 viene convocato per la Copa América, esordendo nella quale competizione il 3 luglio seguente, contro il Venezuela (0-0). I verdeoro vengono poi eliminati ai quarti di finale.
Il 6 luglio 2012 viene convocato dalla selezione olimpionica brasiliana in concomitanza con lo svolgimento delle XXX Olimpiadi. Esordice nell'amichevole preolimpica del 20 luglio vinta contro il Regno Unito (2-0). In virtù della sconfitta rimediata nella finale contro il Messico (2-1), Ganso viene insignito della medaglia d'argento. Nel 2016 viene convocato per la Copa América Centenario, in sostituzione dell'infortunato Kaká, senza tuttavia mai scendere in campo nel corso della manifestazione.

## Statistiche

### Presenze e reti nei club
Statistiche aggiornate al 21 giugno 2025.
| Stagione          | Squadra           | Campionato        | Campionato | Campionato | Coppe nazionali | Coppe nazionali | Coppe nazionali | Coppe continentali | Coppe continentali | Coppe continentali | Altre coppe | Altre coppe | Altre coppe | Totale | Totale |
| Stagione          | Squadra           | Comp              | Pres       | Reti       | Comp            | Pres            | Reti            | Comp               | Pres               | Reti               | Comp        | Pres        | Reti        | Pres   | Reti   |
| ----------------- | ----------------- | ----------------- | ---------- | ---------- | --------------- | --------------- | --------------- | ------------------ | ------------------ | ------------------ | ----------- | ----------- | ----------- | ------ | ------ |
| 2008              | Santos            | A1/SP+A           | 4+3        | 0          | -               | -               | -               | CL                 | 0                  | 0                  | -           | -           | -           | 7      | 0      |
| 2009              | Santos            | A1/SP+A           | 6+31       | 2+8        | CB              | 4               | 0               | -                  | -                  | -                  | -           | -           | -           | 41     | 10     |
| 2010              | Santos            | A1/SP+A           | 20+11      | 11+0       | CB              | 10              | 2               | CS                 | 2                  | 0                  | -           | -           | -           | 43     | 13     |
| 2011              | Santos            | A1/SP+A           | 9+13       | 2+2        | -               | -               | -               | CL                 | 7                  | 1                  | Cmc         | 2           | 0           | 31     | 5      |
| gen.-ago. 2012    | Santos            | A1/SP+A           | 16+5       | 4+1        | -               | -               | -               | CL                 | 12                 | 3                  | RSA         | 1           | 0           | 34     | 8      |
| Totale Santos     | Totale Santos     | Totale Santos     | 55+63      | 19+11      |                 | 14              | 2               |                    | 21                 | 4                  |             | 3           | 0           | 156    | 36     |
| sett.-dic. 2012   | San Paolo         | A                 | 3          | 0          | CB              | 2               | 0               | CS                 | 2                  | 0                  | -           | -           | -           | 7      | 0      |
| 2013              | San Paolo         | A1/SP+A           | 16+31      | 2+1        | CB              | 2               | 0               | CL+CS              | 9+4                | 0+1                | RSA+CSB     | 2+1         | 0+1         | 65     | 5      |
| 2014              | San Paolo         | A1/SP+A           | 15+34      | 1+5        | CB              | 6               | 0               | CS                 | 6                  | 3                  | -           | -           | -           | 61     | 9      |
| 2015              | San Paolo         | A1/SP+A           | 8+31       | 1+2        | CB              | 6               | 0               | CL                 | 8                  | 0                  | -           | -           | -           | 53     | 3      |
| gen.-lug. 2016    | San Paolo         | A1/SP+A           | 14+7       | 4+1        | CB              | -               | -               | CL                 | 11                 | 2                  | -           | -           | -           | 32     | 7      |
| Totale San Paolo  | Totale San Paolo  | Totale San Paolo  | 53+106     | 8+9        |                 | 16              | 0               |                    | 40                 | 6                  |             | 3           | 1           | 218    | 24     |
| 2016-2017         | Siviglia          | PD                | 10         | 2          | CR              | 3               | 1               | UCL                | 1                  | 0                  | SU+SS       | 0+2         | 0           | 16     | 3      |
| 2017-2018         | Siviglia          | PD                | 8          | 2          | CR              | 2               | 1               | UCL                | 1                  | 1                  | -           | -           | -           | 11     | 4      |
| ago. 2018         | Siviglia          | PD                | 0          | 0          | CR              | -               | -               | UEL                | 1                  | 0                  | SS          | -           | -           | 1      | 0      |
| Totale Siviglia   | Totale Siviglia   | Totale Siviglia   | 18         | 4          |                 | 5               | 2               |                    | 3                  | 1                  |             | 2           | 0           | 28     | 7      |
| 2018-gen. 2019    | Amiens            | L1                | 12         | 0          | CF+CdL          | 0+1             | 0               | -                  | -                  | -                  | -           | -           | -           | 13     | 0      |
| 2019              | Fluminense        | A/RJ+A            | 7+28       | 1+2        | CB              | 6               | 2               | CS                 | 6                  | 0                  | -           | -           | -           | 47     | 5      |
| 2020              | Fluminense        | A/RJ+A            | 7+18       | 0+1        | CB              | 6               | 0               | CS                 | 1                  | 0                  | -           | -           | -           | 32     | 1      |
| 2021              | Fluminense        | A/RJ+A            | 8+10       | 3+0        | CB              | 3               | 0               | CL                 | 2                  | 0                  | -           | -           | -           | 23     | 3      |
| 2022              | Fluminense        | A/RJ+A            | 9+33       | 0+5        | CB              | 7               | 3               | CL+CS              | 3+5                | 0+1                | -           | -           | -           | 57     | 9      |
| 2023              | Fluminense        | A/RJ+A            | 12+27      | 1+3        | CB              | 3               | 0               | CL                 | 12                 | 0                  | Cmc         | 2           | 0           | 56     | 4      |
| 2024              | Fluminense        | A/RJ+A            | 5+32       | 0+3        | CB              | 3               | 0               | CL                 | 9                  | 1                  | RSA         | 2           | 0           | 51     | 4      |
| 2025              | Fluminense        | A/RJ+A            | 0+7        | 0          | CB              | 2               | 1               | CS                 | 3                  | 0                  | Cmc         | 1           | 0           | 13     | 1      |
| Totale Fluminense | Totale Fluminense | Totale Fluminense | 48+155     | 5+14       |                 | 30              | 6               |                    | 41                 | 2                  |             | 5           | 0           | 279    | 27     |
| Totale carriera   | Totale carriera   | Totale carriera   | 510        | 70         |                 | 66              | 10              |                    | 107                | 13                 |             | 11          | 1           | 694    | 94     |

### Cronologia presenze e reti in nazionale
| Cronologia completa delle presenze e delle reti in nazionale ― Brasile | Cronologia completa delle presenze e delle reti in nazionale ― Brasile | Cronologia completa delle presenze e delle reti in nazionale ― Brasile | Cronologia completa delle presenze e delle reti in nazionale ― Brasile | Cronologia completa delle presenze e delle reti in nazionale ― Brasile | Cronologia completa delle presenze e delle reti in nazionale ― Brasile | Cronologia completa delle presenze e delle reti in nazionale ― Brasile | Cronologia completa delle presenze e delle reti in nazionale ― Brasile |
| Data                                                                   | Città                                                                  | In casa                                                                | Risultato                                                              | Ospiti                                                                 | Competizione                                                           | Reti                                                                   | Note                                                                   |
| ---------------------------------------------------------------------- | ---------------------------------------------------------------------- | ---------------------------------------------------------------------- | ---------------------------------------------------------------------- | ---------------------------------------------------------------------- | ---------------------------------------------------------------------- | ---------------------------------------------------------------------- | ---------------------------------------------------------------------- |
| 10-8-2010                                                              | East Rutherford                                                        | Stati Uniti                                                            | 0 – 2                                                                  | Brasile                                                                | Amichevole                                                             | -                                                                      | 89’                                                                    |
| 3-7-2011                                                               | La Plata                                                               | Brasile                                                                | 0 – 0                                                                  | Venezuela                                                              | Coppa America 2011 - 1º turno                                          | -                                                                      |                                                                        |
| 9-7-2011                                                               | Córdoba                                                                | Brasile                                                                | 2 – 2                                                                  | Paraguay                                                               | Coppa America 2011 - 1º turno                                          | -                                                                      |                                                                        |
| 13-7-2011                                                              | Córdoba                                                                | Brasile                                                                | 4 – 2                                                                  | Ecuador                                                                | Coppa America 2011 - 1º turno                                          | -                                                                      | 77’                                                                    |
| 17-7-2011                                                              | La Plata                                                               | Brasile                                                                | 0 – 0 dts (0 - 2 dtr)                                                  | Paraguay                                                               | Coppa America 2011 - Quarti di finale                                  | -                                                                      | 99’                                                                    |
| 10-8-2011                                                              | Stoccarda                                                              | Germania                                                               | 3 – 2                                                                  | Brasile                                                                | Amichevole                                                             | -                                                                      | 70’ 74’                                                                |
| 5-9-2011                                                               | Londra                                                                 | Brasile                                                                | 1 – 0                                                                  | Ghana                                                                  | Amichevole                                                             | -                                                                      | 10’                                                                    |
| 28-2-2012                                                              | San Gallo                                                              | Bosnia ed Erzegovina                                                   | 1 – 2                                                                  | Brasile                                                                | Amichevole                                                             | -                                                                      | 63’                                                                    |
| Totale                                                                 |                                                                        | Presenze                                                               | 8                                                                      |                                                                        | Reti                                                                   | 0                                                                      |                                                                        |

| Cronologia completa delle presenze e delle reti in nazionale ― Brasile Olimpica | Cronologia completa delle presenze e delle reti in nazionale ― Brasile Olimpica | Cronologia completa delle presenze e delle reti in nazionale ― Brasile Olimpica | Cronologia completa delle presenze e delle reti in nazionale ― Brasile Olimpica | Cronologia completa delle presenze e delle reti in nazionale ― Brasile Olimpica | Cronologia completa delle presenze e delle reti in nazionale ― Brasile Olimpica | Cronologia completa delle presenze e delle reti in nazionale ― Brasile Olimpica | Cronologia completa delle presenze e delle reti in nazionale ― Brasile Olimpica |
| Data                                                                            | Città                                                                           | In casa                                                                         | Risultato                                                                       | Ospiti                                                                          | Competizione                                                                    | Reti                                                                            | Note                                                                            |
| ------------------------------------------------------------------------------- | ------------------------------------------------------------------------------- | ------------------------------------------------------------------------------- | ------------------------------------------------------------------------------- | ------------------------------------------------------------------------------- | ------------------------------------------------------------------------------- | ------------------------------------------------------------------------------- | ------------------------------------------------------------------------------- |
| 20-7-2012                                                                       | Middlesbrough                                                                   | Regno Unito Olimpica                                                            | 0 – 2                                                                           | Brasile Olimpica                                                                | Amichevole                                                                      | -                                                                               |                                                                                 |
| 26-7-2012                                                                       | Cardiff                                                                         | Egitto Olimpica                                                                 | 2 – 3                                                                           | Brasile Olimpica                                                                | Olimpiadi 2012 - 1º turno                                                       | -                                                                               |                                                                                 |
| 29-7-2012                                                                       | Manchester                                                                      | Brasile Olimpica                                                                | 3 – 1                                                                           | Bielorussia Olimpica                                                            | Olimpiadi 2012 - 1º turno                                                       | -                                                                               |                                                                                 |
| Totale                                                                          |                                                                                 | Presenze                                                                        | 3                                                                               |                                                                                 | Reti                                                                            | 0                                                                               |                                                                                 |

## Palmarès

### Club

#### Competizioni statali
- Campionato paulista: 3

Santos: 2010, 2011, 2012
- Campionato Carioca: 2

Fluminense: 2022, 2023
- Taça Guanabara: 2

Fluminense: 2022, 2023

#### Competizioni nazionali
- Coppa del Brasile: 1

Santos: 2010

#### Competizioni internazionali
- Coppa Libertadores: 2

Santos: 2011
Fluminense: 2023
- Recopa Sudamericana: 2

Santos: 2012
Fluminense: 2024
- Coppa Sudamericana: 1

San Paolo: 2012

### Nazionale
- Argento olimpico: 1

Londra 2012

### Individuale
- Miglior debuttante dell'anno CBF: 1

2009
- Equipo Ideal de América: 1

2011